# Parafia św. Michała Archanioła w Witulinie
Parafia św. Michała Archanioła w Witulinie – parafia rzymskokatolicka w Witulinie.
Drewniany kościół parafialny  pw. św. Michała Archanioła został zbudowany w 1741 r. – początkowo był cerkwią unicką, od 1874 r. – cerkwią prawosławną. W 1919 zrewindykowany na rzecz Kościoła rzymskokatolickiego. Od roku 1928 pełni funkcję kościoła parafialnego.
Terytorium parafii obejmuje Witulin oraz Witulin-Kolonię.